# Standards Western Automatic Computer

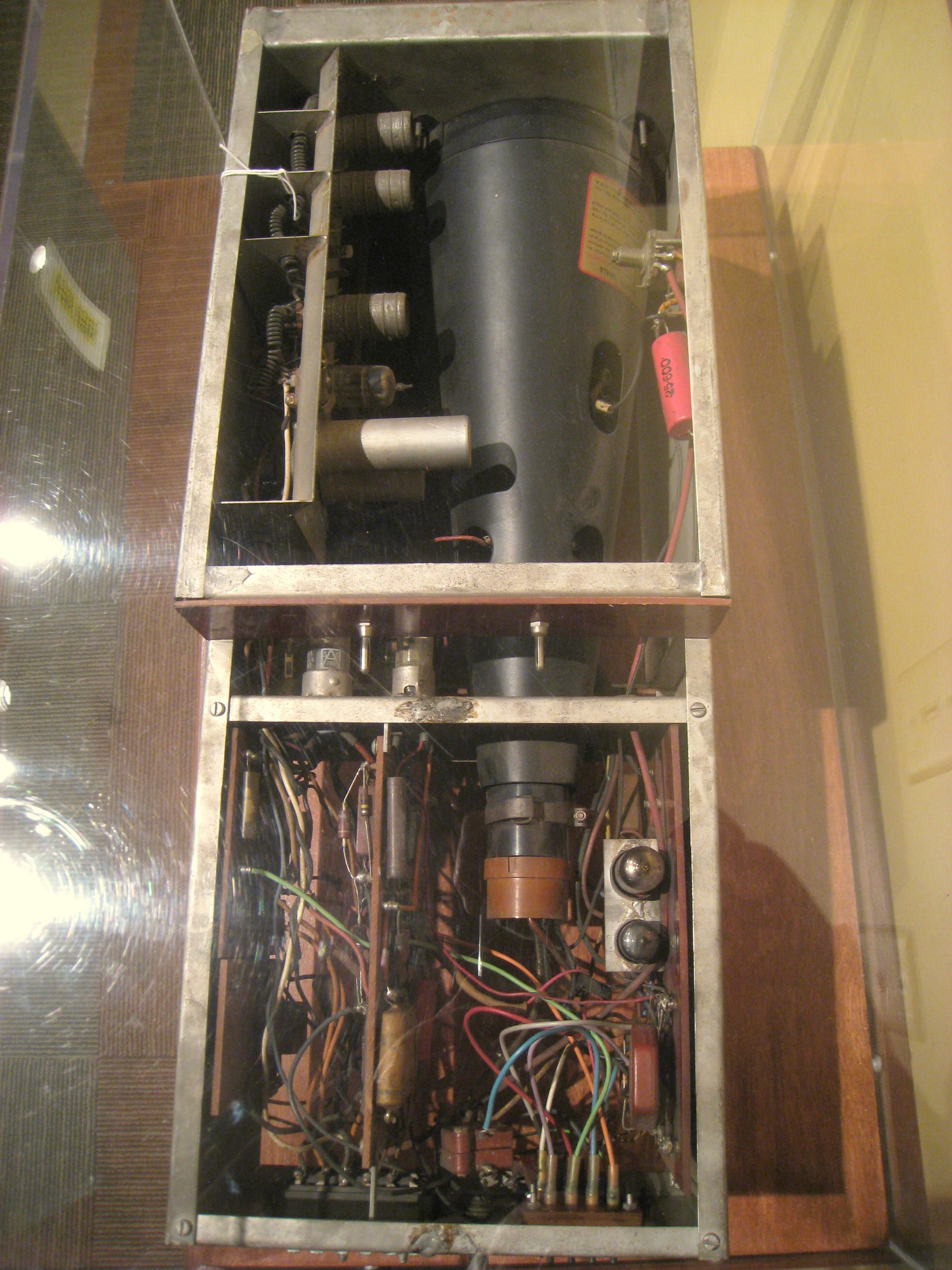
SWAC. Unité de mémoire à tube de Williams

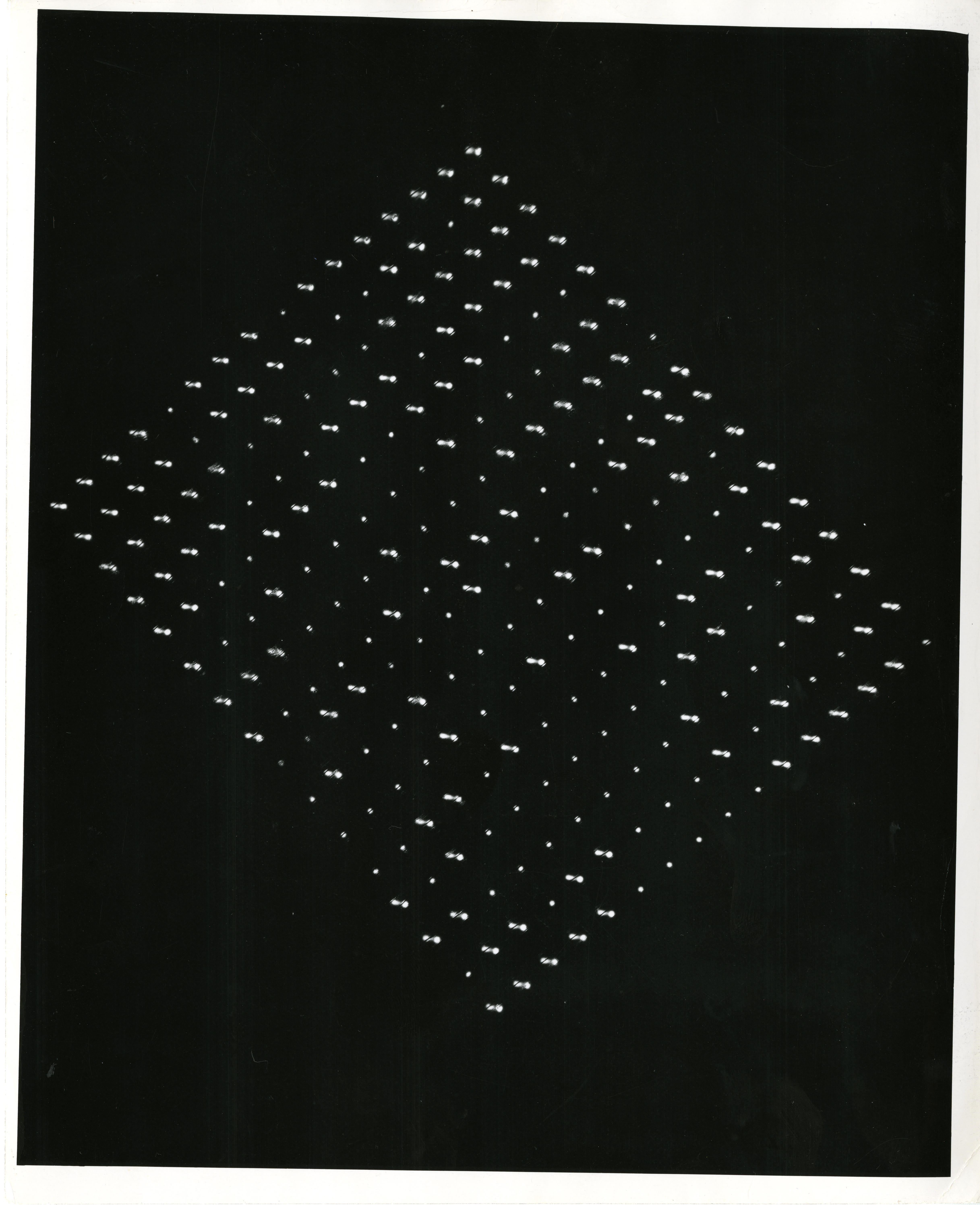
Schéma de mémoire à tubes de Williams sur le SWAC

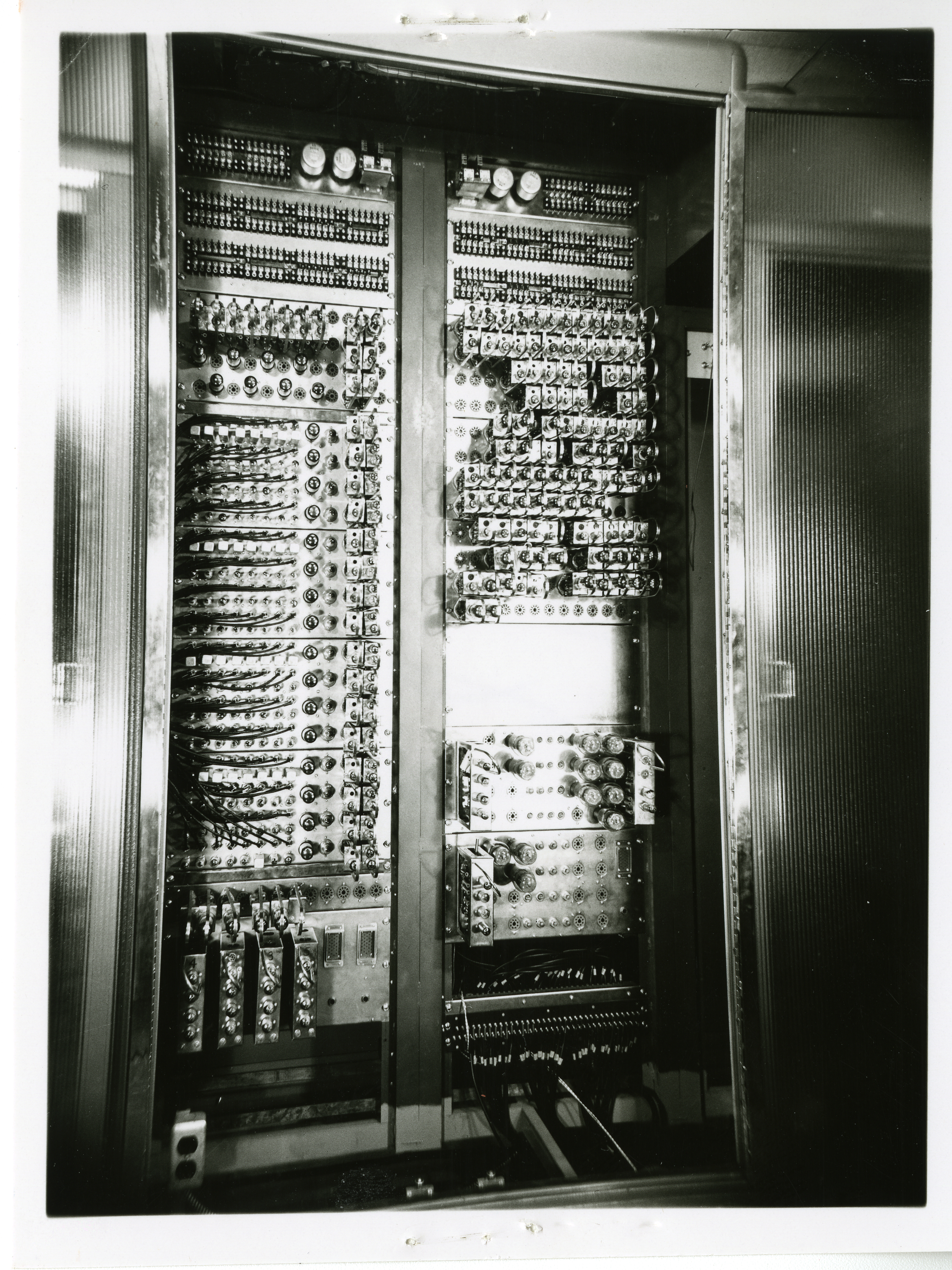
Unité de contrôle du tambour ajouté ultérieurement.

Le SWAC (Standards Western Automatic Computer) est un ordinateur primitif construit en 1950 par le National Bureau of Standards (NBS) - actuellement National Institute of Standards and Technology (NIST) - à Los Angeles, en Californie. Il a été conçu par Harry Huskey. Comme l'ordinateur SEAC (en) construit à peu près en même temps, le SWAC était un ordinateur intérimaire de petite taille conçu pour être construit rapidement et mis en service pendant que le NBS attendait la construction d'ordinateurs plus puissants, en particulier, le RAYDAC (en) fourni par Raytheon.

## Description
L'appareil utilisait 2 300 tubes électroniques. Il avait 256 mots mémoire, utilisant des tubes de Williams, chaque mot étant composé de 37 bits. Il ne possédait que sept opérations de base : addition, soustraction, multiplication (en simple précision ou double précision); comparaison, extraction de la mémoire, entrée et sortie. Quelques années plus tard une mémoire tambour a été ajoutée.
À son achèvement en août 1950, le SWAC était l'ordinateur le plus rapide au monde, et il l'était jusqu'à la construction de la machine IAS une année plus tard. L'addition de deux nombres et le stockage du résultat prenait 64 microsecondes. De même, une multiplication prenait 384 microsecondes. L'ordinateur était en usage par le NBS jusqu'en 1954 quand les bureaux à Los Angeles ont été fermés, puis par l'université de Californie à Los Angeles jusqu'en 1967 (avec des modifications).

## Utilisations
En janvier 1952, Raphael Robinson a utilisé l'ordinateur SWAC pour découvrir cinq nombres de Mersenne premiers qui étaient les plus grands nombres premiers connus à l'époque, avec 157, 183, 386, 664 et 687 chiffres.
De plus, le SWAC a joué un rôle essentiel dans les calculs intensifs requis par l'analyse aux rayons X de la structure de la vitamine B12 réalisée par Dorothy Hodgkin. Ceci était une contribution fondamentale à l'obtention, par Hodgkin, du prix Nobel de chimie en 1964.